# Краснокоротковское сельское поселение
Краснокоротко́вское се́льское поселе́ние — муниципальное образование в составе Новоаннинского района Волгоградской области.
Административный центр — хутор Краснокоротковский.

## История
Краснокоротковское сельское поселение образовано 21 декабря 2004 года в соответствии с Законом Волгоградской области № 970-ОД.

## Население
| 2010 | 2012 | 2013 | 2014 | 2015 | 2016 | 2017 |
| ---- | ---- | ---- | ---- | ---- | ---- | ---- |
| 935  | ↘917 | ↘897 | ↗909 | ↘893 | ↘852 | ↘838 |
| 2018 | 2019 | 2020 | 2021 |      |      |      |
| ↘829 | ↘817 | ↘800 | ↘788 |      |      |      |

## Состав сельского поселения
| № | Населённый пункт   | Тип населённого пункта        | Население |
| - | ------------------ | ----------------------------- | --------- |
| 1 | Будённовский       | хутор                         | 29        |
| 2 | Краснокоротковский | хутор, административный центр | 570       |
| 3 | Рог-Измайловский   | хутор                         | 336       |